# کونکاپاتا
کونکاپاتا (به اسپانیایی: Cuncapata) یک کوه در پرو است. کونکاپاتا ۵٬۴۰۰ متر بالاتر از سطح دریا واقع شده‌است.